# Agromyza latifrons
Agromyza latifrons este o specie de muște din genul Agromyza, familia Agromyzidae, descrisă de Zlobin în anul 2001.
Este endemică în Mongolia. Conform Catalogue of Life specia Agromyza latifrons nu are subspecii cunoscute.